# The Love Hour
The Love Hour è un film muto del 1925 diretto da Herman Raymaker. Di genere drammatico, fu prodotto dalla Vitagraph; aveva come interpreti Huntley Gordon, Louise Fazenda, Willard Louis, Ruth Clifford, John Roche, Charles Farrell e Gayne Whitman.

## Trama
Mentre si trova in vacanza, Rex Westmore si trova a dover difendere Betty Brown dalle sgradite avances di un corteggiatore troppo insistente. Rex e Betty fanno amicizia e, ben presto, si innamorano, finendo per sposarsi. Ma la loro felice unione trova un ostacolo in Ralston, il consulente finanziario di Westmore che, infatuato di Betty, decide di sbarazzarsi di Rex e di appropriarsi, tramite Betty, del suo denaro. In combutta con un medico disonesto, fa drogare Rex che appare come gravemente malato. Ralston convince Betty che l'unico modo per salvarlo sia quello di mandarlo a curarsi in Svizzera. Si offre inoltre di finanziare il viaggio se lei chiederà il divorzio e sposerà lui. L'ignaro Rex crede che la moglie sia innamorata di Ralston e lei, per farlo partire, tace sul motivo della sua richiesta di divorzio. Alla fine, però, il piano di Ralston viene svelato e Betty e Rex si riconciliano.

## Produzione
Il film fu prodotto dalla Vitagraph Company of America.

## Distribuzione
Il copyright del film, richiesto dalla Vitagraph Co. of America, fu registrato il 25 agosto 1925 con il numero LP21755. Distribuito dalla Vitagraph, il film fu presentato a Los Angeles il 30 agosto 1925 e uscì nelle sale statunitensi in quello stesso mese.
Non si conoscono copie ancora esistenti della pellicola che viene considerata presumibilmente perduta.